# Donegal (Pennsylvanie)
Donegal est un borough situé au sud du comté de Westmoreland, en Pennsylvanie, aux États-Unis,. En 2010, il comptait une population de 120 habitants, estimée au 1er juillet 2020 à 2 471 habitants. Le borough est fondé en 1796 et incorporé le 20 août 1867.

## Démographie
Lors du recensement de 2010, le borough comptait une population de 120 habitants. Elle est estimée, en 2020, à 2 471 habitants.